# María Rafols Bruna
María Rafols Bruna, H.C.S.A. (5. listopadu 1781 Vilafranca del Penedès – 30. srpna 1853 Zaragoza) byla španělská římskokatolická řeholnice, spoluzakladatelka a členka kongregace Milosrdných sester svaté Anny. Katolická církev ji uctívá jako blahoslavenou.

## Život

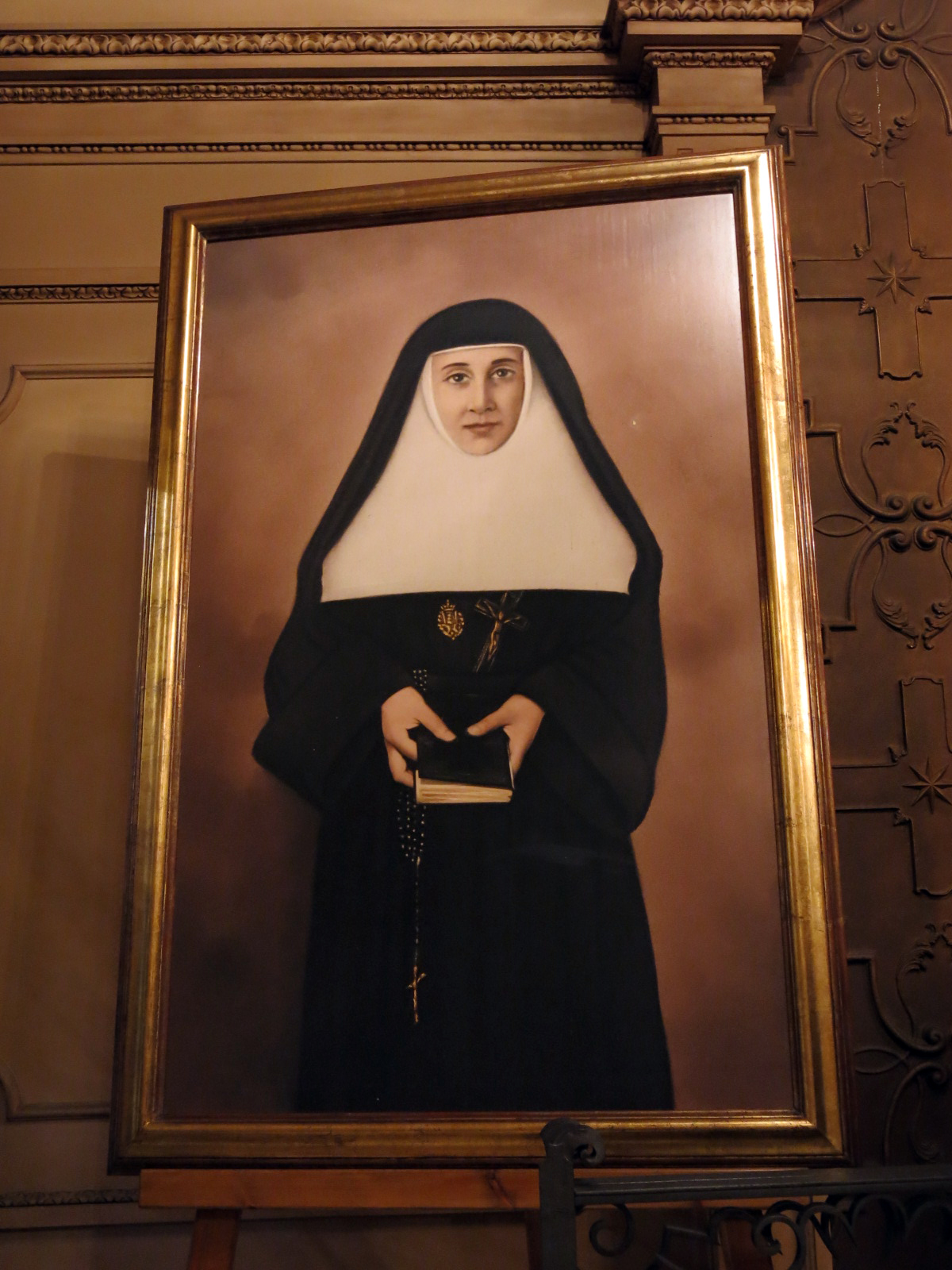
Portrét

Narodila se dne 5. listopadu 1781 v obci Vilafranca del Penedès v Katalánsku jako šesté z deseti dětí rodičům Cristóbalu Rafolsi Cunillerovi a Margaritě Bruna Brugol. Pět jejích sourozenců zemřelo v dětském věku. Její otec pracoval jako mlynář.
Dne 27. května 1785 přijala svátost biřmování z rukou barcelonského arcibiskupa Gabina de Valladarese. Své vzdělání dokončila na internátní škole v Barceloně. V roce 1793 zemřel její malý bratr Juan a poté také dva její strýcové. Dne 10. července 1794 zemřel její otec.
V prosinci roku 1804 se připojila ke skupině dvanácti žen, které spravovaly malou nemocnici Nuestra Señora de Grac v Zaragoze pod vedením Juana Bonala Cortady. Ze skupiny které byla členkou pomáhala vytvářet řeholní komunitu a dne 28. prosince 1804 spoluzaložila (spolu s Juanem Bonalem Cortadou) ženskou řeholní kongregaci Milosrdných sester svaté Anny. V roce 1806 se stala generální představenou jí založené kongregace.
Za napoleonských válek zachraňovala děti z trosek budov a ošetřovala nemocné. Dne 4. srpna 1808 byla nemocnice kterou vedla zničena válkou, pročež se musela uchýlit jinam. Francouzská vojska se stáhla 14. srpna 1808, ale 10. prosince téhož roku začalo nové obléhání. V té době se odvážila jít do francouzského tábora, aby požádala generála Jeana Lannese o pomoc při ošetřování nemocných a raněných. Dne 12. listopadu 1811 rezignovala na funkci představené a na čas odcestovala do Orcajo. Dne 10. srpna 1812 byla znovu zvolena generální představenou své kongregace poté, co vstoupily v platnost nové stanovy, i když byla později nucena po vnitřních potížích rezignovat. Funkci pak znovu zastávala v letech 1826–1829. Své doživotní řeholní sliby v jí založené kongregaci složila dne 16. července 1825.
Po vypuknutí první kastilské války byla dne 11 května 1834 obviněna z nepřátelských aktivit proti španělské královně Isabele II., uvězněna a deportována do Huesca. Během svého uvěznění se setkávala s dominikány a dne 11. května 1835 byla propuštěna. Roku 1841 se po období vyhnanství ve svém rodném městě mohla vrátit do Zaragozy.
Zemřela dne 30. srpna 1853 v Zaragoze, kde jsou také v kapli řeholního domu jí založené kongregace uchovávány její ostatky.

## Úcta
Její beatifikační proces započal dne 6. srpna 1931, čímž obdržela titul služebnice Boží. Dne 6. července 1991 ji papež sv. Jan Pavel II. podepsáním dekretu o jejích hrdinských ctnostech prohlásil za ctihodnou. Dne 6. července 1993 byl uznán zázrak na její přímluvu, potřebný pro její blahořečení.
Blahořečena pak byla dne 16. října 1994 na Svatopetrském náměstí papežem sv. Janem Pavlem II.
Její památka je připomínána 30. srpna. Bývá zobrazována v řeholním oděvu. Je patronkou jí založené kongregace.